# Parafia Najświętszej Maryi Panny Wniebowziętej w Przeczycy
Parafia Najświętszej Maryi Panny Wniebowziętej w Przeczycy – parafia rzymskokatolicka, znajdująca się w diecezji tarnowskiej, w dekanacie Pilzno.